# Władimir Łurasow
Władimir Łurasow (ros. ладимир Лурасов, ur. ?, zm. ?) – rosyjski żeglarz, olimpijczyk.
Na regatach rozegranych podczas Letnich Igrzysk Olimpijskich 1912 wystąpił w klasie 8 metrów zajmując 5 pozycję. Załogę jachtu Bylina tworzyli również Herman Adlerberg, Johan Färber, Władimir Jelewicz i Nikołaj Podgornow.